# Mourtala Diakité
Mourtala Diakité (* 1. Oktober 1980 in Bamako) ist ein ehemaliger malischer Fußballspieler und Nationalspieler.

## Karriere

### Vereinskarriere
Diakité wechselte erst im Alter von 24 Jahren nach Europa. Nach zwei erfolgreichen Stationen in Portugal beim SC Beira-Mar und bei Boavista Porto wechselte er im Sommer 2008 für eine Ablösesumme von 500.000 € nach Rumänien zu Dinamo Bukarest. Dort kam er allerdings nur zu sechs Einsätzen und kehrte schon in der Winterpause wieder nach Portugal zurück, zu Belenenses Lissabon. Dort war er Stammkraft im Mittelfeld und spielte mit seinem Klub gegen den Abstieg. Nach dem Klassenerhalt 2009 wurde er im Winter 2009/10 für ein halbes Jahr an Ligakonkurrent Marítimo Funchal ausgeliehen. Dort saß er zunächst auf der Ersatzbank, ehe er die letzten Spiele der Saison 2009/10 über die volle Distanz absolvierte. Er erreichte mit seiner Mannschaft die Qualifikation zur Europa League.
Im Sommer 2010 holte Shandong Luneng Taishan Diakité in die chinesische Super League. Dort gewann er die Meisterschaft 2010. Anschließend verließ er den Klub jedoch wieder und wechselte zu Guangdong Sunray Cave in die zweite chinesische Liga. Er verfehlte mit seiner Mannschaft am Ende der Spielzeit 2011 den Aufstieg.
Im Sommer 2012 kehrte Diakité zu Belenenses Lissabon zurück, das mittlerweile in der Segunda Liga spielte. Beim Aufstieg 2013 gehörte er zu den Leistungsträgern. Anfang 2014 verließ er den Klub und schloss sich dem angolanischen Erstligisten Sport Luanda e Benfica an. Dort spielte er zwei Jahre, ehe er zu CD Primeiro de Agosto wechselte, wo er seine Laufbahn Ende 2016 beendete.

### Nationalmannschaft
Zwischen 2001 und 2004 spiele Diakité 30-mal für die malische Nationalmannschaft und erzielte dabei sechs Tore.